# Mia Rej
Mia Rej Bidstrup, née le 2 février 1990 à Valby, est une handballeuse internationale danoise qui évolue au poste de demi-centre. Elle joue pour le club danois de Copenhague Handball depuis 2014.

## Palmarès
compétitions internationales
- vainqueur de la coupe Challenge en 2014 (avec H 65 Höör)

compétitions nationales
- championne du Danemark en 2018 (avec Copenhague Handball)